# Ithaka
Ithaka Darin Pappas, mais conhecido como Ithaka (leia-se "Ítaca"), é um artista plástico, (escultor, pintor), fotógrafo, compositor, vocalista, artista de hip hop, escritor, poeta, produtor musical e surfista americano de ascendência grega. Ithaka nasceu e foi criado no Sul da Califórnia, mas mais tarde estabeleceu-se no Japão, na Grécia, em Portugal, no Brasil no e México. Atualmente, reside na Califórnia.

## Carreira Musical

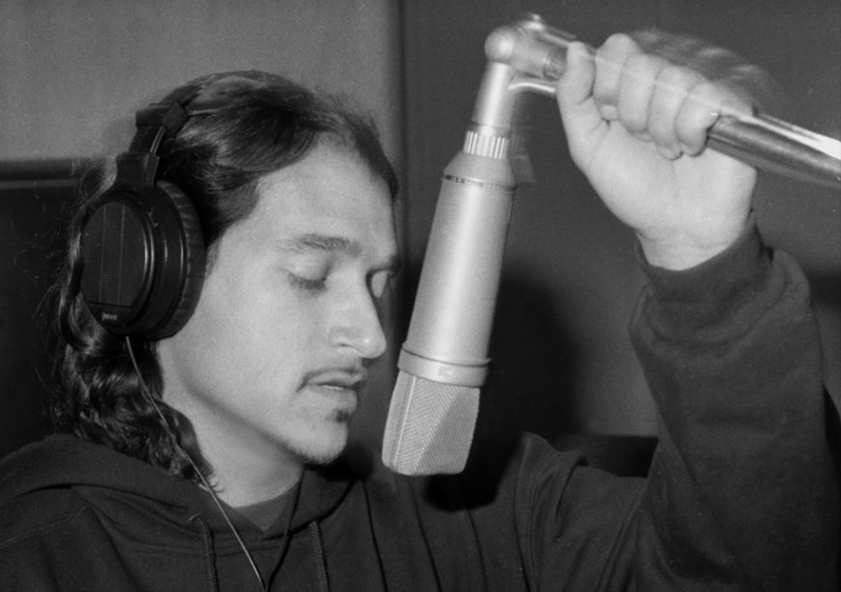
O compositor e vocalista Ithaka Darin Pappas gravando a demo de "Seabra Is Mad" nos estúdios da Valentim de Carvalho em Lisboa, Portugal (Dezembro 1996).

Em Lisboa gravou seus dois primeiros álbuns de hip hop, "Flowers And The Color Of Paint" e  "Stellafly". Sua canção, "Escape From The City Of Angels" (com Marta Dias apareceu na trilha sonora para a Columbia Pictures The Replacement Killers (Assassinos Substitutos). Ele também foi o compositor / vocalista do o a cappella poema "So Get Up" que a pista de dança So Get Up por Underground Sound of Lisbon foi baseado e além disso por o duo alemão de Trance, Cosmic Gate .
In 1997, o tema "Seabra Is Mad" foi nomeada para a categoria Canção do Ano nos Prémios Blitz desse ano.
Em 2004, gravou "Who's The Enemy?" com Gabriel o Pensador (e com participação especial de Liminha de Os Mutantes) para o disco Recorded In Rio, que foi lançado em associação com Revista Blitz (Portugal). Em 2006, a tema apareceu na trilha sonora do filme, Lost Jewel Of The Atlantic sobre surf na Ilha da Madeira.[carece de fontes?]

## The Reincarnation Of A Surfboard (Pranchas Reencarnadas)
Em 1989, quando morava na zona Miracle Mile de Los Angeles, Ithaka começou um de seus principais projetos de arte The Reincarnation Of A Surfboard (ou A Reencarnação de uma Prancha de Surf), um grande corpo de trabalho escultura contemporânea criado utilizando pranchas de surf reciclados como material de construção em bruto e reaproveitamento-los em obras de arte de parede contemporâneos. 

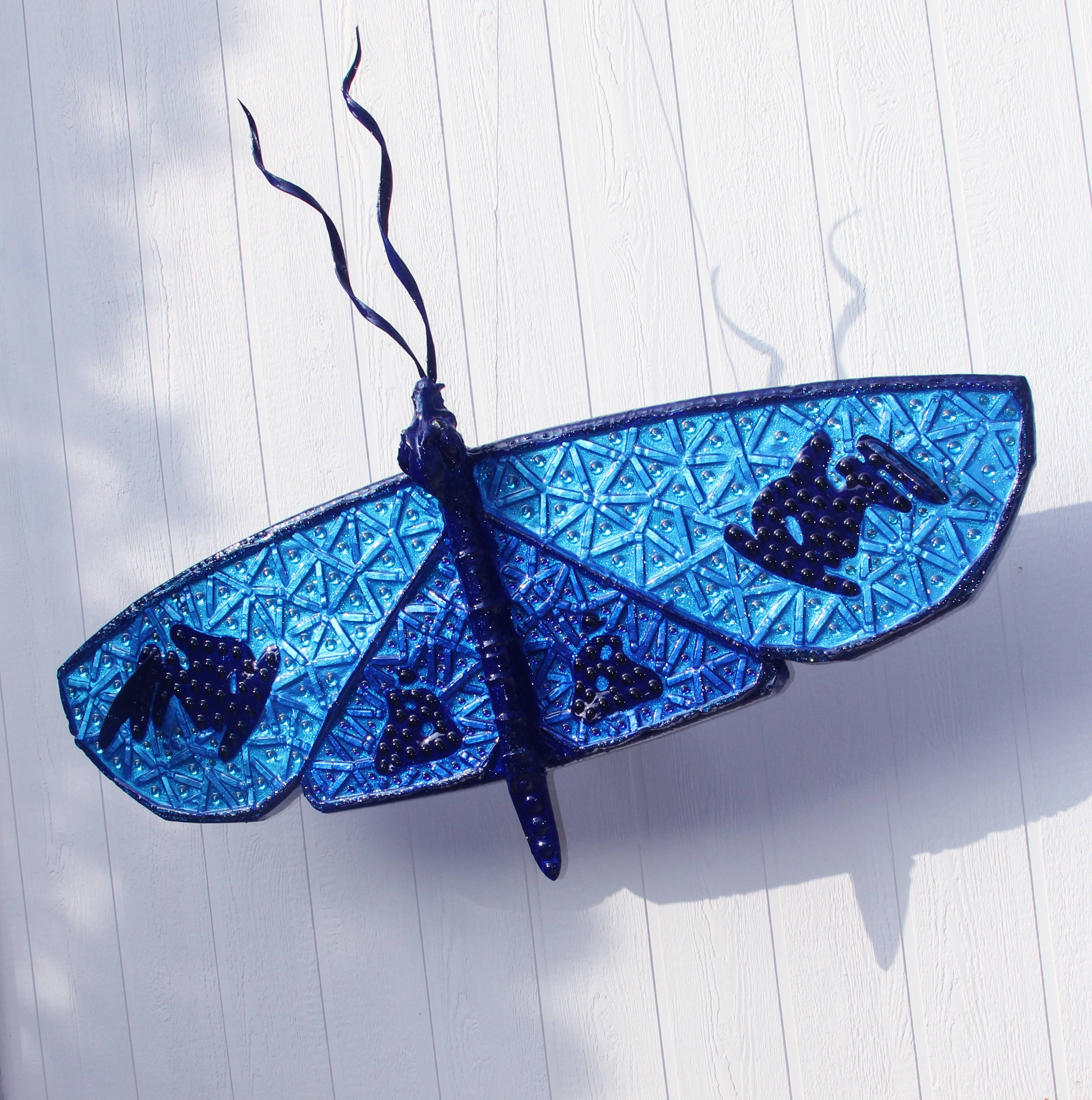
"Bucerius Palus Tinea", uma escultura de Ithaka do projecto, The Reincarnation Of A Surfboard - na exposição: Aliens Of AkahtiLândia na Galeria F + em Santa Ana (Califórnia)

A série até à data, que é referido para conter cerca de trezentos esculturas em tamanho natural, tem sido exibido em quatro continentes e caracterizado em centenas de revistas e em muitos TV apresenta. As mais recentes exposições individuais destas obras foram hospedados por Hurley International em Costa Mesa, Califórnia, em outubro de 2013 e WOA: Way of Arts em Cascais, Portugal em dezembro de 2012 e Galeria F+ em Santa Ana (Califórnia) em fevereiro de 2015.

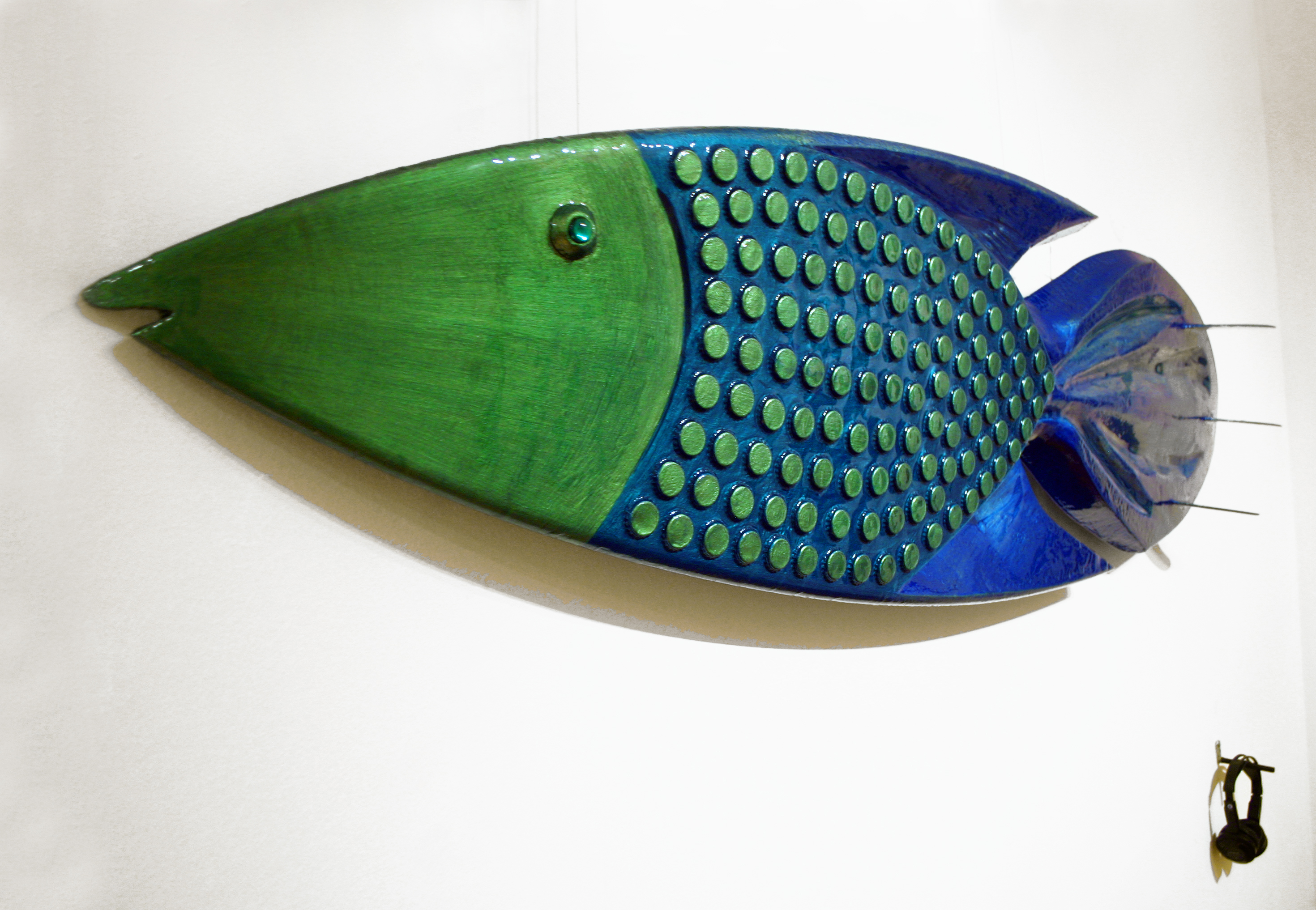
"LURE #3" uma escultura em prancha de surf reciclada por Ithaka Darin Pappas na Galeria WOA - Way Of Arts em Estoril, Portugal

.Ele foi ativo com este meio desde a sua criação; com peças individuais adicionais feitas no Brasil, Estados Unidos, Japão, Portugal, México, Japão e México. Em dezembro de 2012, durante uma peça entrevista a respeito de sua exibição individual de esculturas prancha na Galeria WOA em Lisboa, Fuel TV declarou que Ithaka foi "o padrinho da arte de surf contemporâneo." Funciona a partir deste projeto aparecem nas coleções particulares de celebridades internacionais de surfe, vencedora de produção de Hollywood e da Rock Pacific Trust (fundada pelo empresário, Phil Rock). No livro de não-ficção, "I'll Scream Later" a autor, vencedora de Oscar de melhor atriz, Marlee Matlin, diz sobre a obra de Ithaka com o projeto The Reincarnation Of A Surfboard, "Ele se vira pranchas em arte,seriamente."

## Exposições Individuais
- 1990 Universidade Pepperdine - Los Angeles, Califórnia (escultura)
- 1992 Gallery YMA - Tóquio, Japão (fotografia e Escultura)
- 1995 Universidade Moderna - Lisboa, Portugal (escultura)
- 1996 Instituto Português da Juventude "Umbilicus" (Fotografia) - Lisboa, Portugal
- 1998 Galeria ZDB "Quality Time: Part One" - Lisboa, Portugal (Foto, Texto, Performance)
- 2000 International Surfing Museum - Huntington Beach, Califórnia (escultura)
- 2007 Galeria WOA: Way Of Arts - Estoril, Portugal (escultura)[11]
- 2008 Clash - Lisboa, Portugal (escultura)[12]
- 2010 Gallery Alma Do Mar - Vila Madalena, São Paulo - Brasil (escultura, fotografia)[13]
- 2010 The Camp - Costa Mesa, Califórnia (escultura, fotografia)[14][15]
- 2011 Nike Posto 5.0 - Rio de Janeiro, Brasil (escultura)[16]
- 2012  Galeria WOA - Way Of Arts (escultura, fotografia e Vídeo) - Cascais, Portugal[17][18][19]
- 2013  The Town Hall - em Hurley International - Costa Mesa, Califórnia (escultura, pintura)[20][21]
- 2015   F+ Gallery em Santa Ana (Califórnia) - "Aliens Of AkahtiLândia" (escultura, fotografia, pintura)[22]

## Exposições Coletivas
- 1990 01 Gallery Los Angeles
- 1992 NICAF: Nippon International Contemporary Art Fair - Yokohama, Japan[23]
- 1999 Photo Impact Gallery - Los Angeles, California
- 2003 111 Minna Gallery - San Francisco, California
- 2005 MIS - Museu da Imagem e do Som (São Paulo) Curador: Romeu Andreatta
- 2006 MIS - MIS - Museu da Imagem e do Som (São Paulo) Curador: Romeu Andreatta
- 2007 Oca Do Ibirapuera - São Paulo, Brazil Curador: Romeu Andreatta
- 2010 Oca Do Ibirapuera São Paulo, Brazil Curador: Romeu Andreatta
- 2011 Art Now Gallery (San Francisco) "Love And Guts" - Curador: Jake Phelps[24]
- 2012 MUJAM - Museo del Juguete Antiguo (Cidade do México) "30 años de Thrasher" - Curador: Jake Phelps[25]
- 2013 Sagres Surf Culture - Sagres, Portugal - Curador: João Rei[26]
- 2013 McNamara's Gallery - Nazaré, Portugal - Curador: Garrett McNamara[27]
- 2014 House Of Vans (London) "Thrasher: A Retrospective" - Curador: Jake Phelps[28]
- 2014 Azores Wave Week - Ponta Delgado, São Miguel, Portugal[29]
- 2014 Surfboards On Parade - Huntington Beach, California[30]
- 2016 The Art Of Surf - 1 Recovery - Santa Monica, CA (c/ Jeff Divine, John Van Hamersveld and John Severson)[31]
- 2016 Surfboards On Parade - Huntington Beach, California (c/ Rick Reitveld and Heather Brown)[32]
- 2017 Photoville (Brooklyn, New York) "Hip-hop's Iconic Photographs and Visual Culture" - Curadora: Vikki Tobak[33]
- 2018 MAC - Musée d'Art Contemporain (Marseille, França) "Hip-Hop : Un Age d'Or" - Curador: Siba Giba [34]
- 2019 Annenberg Space For Photography (L.A.) "Contact High: A Visual History Of Hip Hop" - Curadora: Vikki Tobak [35]
- 2020 International Center for Photography (Nova York)[36][37]
- 2023 Surf Skate Roots Rock com Tony Alva, Lance Mountain[38]

## Álbuns
- 1995 Flowers And The Color Of Paint [39]
- 1997 Stellafly [40]
- 2001 Somewhere South Of Somalia [41]
- 2004 Recorded In Rio [42]
- 2007 Saltwater Nomad [43]
- 2010 Fishdaddy Flashbacks [44]
- 2013 Voiceless Blue Raven[carece de fontes?]
- 2017 So Get Up & The Lost Acapellas [45]

## Participações Musicais
- 1994 Underground Sound of Lisbon – "So Get Up" (Ithaka: voz, letra)
- 1996 Marta Dias – "Look To The Blue", "Learn To Fly" (Ithaka: voz, letra)
- 1996 Red Beans – "Sunny The Bunny", "Sushi-Pack Subway", "Return To The City Of Angels" (Ithaka: voz, letra)
- 1996 Cool Hipnoise – "Hidden By The Sea"" (Ithaka: voz, letra)
- 1997 General D – "Ekos Do Passado" (Ithaka: voz, letra)
- 1998 Tejo Beat – "The Day Was Hot" (Ithaka: voz, letra) Produzido por Mario Caldato, Jr.
- 1998 More Republica Masonica – "Grounded Song" (Ithaka: voz, letra)
- 1998 Mind Da Gap – "Intro" (Ithaka: voz, letra)
- 2000 Primitive Reason – "The Day Will Come", "I'm The Man Who Got No Plan" (Ithaka: voz, letra)
- 2005 Cartell 70 – "In the Name of Religion" (Ithaka: voz, letra)[46][47]
- 2007 DJ Vibe – "You" (Ithaka: voz, letra)[carece de fontes?]
- 2008 Pan Electric – "Someone, Somewhere" (Ithaka: voz, letra)
- 2011 Si Brad – "20 Years" (Ithaka: voz, letra)[48] (Toko Records-U.K.)
- 2011 Paul Mandaca – Eden by The Sea / CD album (Ithaka: letras todas)[49]
- 2013 Cyncy – "Sometimes Life Gets In The Way" (Ithaka: produtor)[50](Sweatlodge)
- 2013 Cosmic Gate – "So Get Up" (Ithaka:voz, letra)[51]
- 2020 Ana Mariano "Plastic Wings" (Ithaka: voz, letra)[52]
- 2020 Armando Mendes "This Life's All We Got" (Ithaka: voz, letra)[53]

## Artigos Sobre As Obras De Ithaka
- 2017 Revista Reartezar (Edição Maio) "Íthaka Exibe Insetos Feitos De Restos De Pranchas"[54]
- 2016 Batidas E Rimas (Março) "As Históricas Fotos Dos N.W.A., e o Homem Que As Tirou" por Nelson Ferreira [55]
- 2013 Revista UP (Edição Set.) "Professional Traveller" por Maria Ana Ventura / Foto de Dede Fedrizzi [56]